# Interslavisch
Het Interslavisch (medžuslovjansky, Cyrillisch: меджусловјанскы) is een zonale hulptaal, die is ontworpen om de communicatie met en tussen verschillende Slavische volken te vergemakkelijken. De grondgedachte is dat de onderlinge verwantschap tussen de Slavische talen groot genoeg is om op basis van gemeenschappelijke eigenschappen een taal te creëren die zonder studie vooraf begrijpelijk is voor alle Slaven. Zowel de grammatica als de woordenschat zijn op die overeenkomsten gebaseerd. Bijgevolg kent het Interslavisch drie geslachten en volledige verbuiging en vervoeging, waardoor het in contrast staat tot sterk vereenvoudigde internationale hulptalen als het Esperanto. Om dezelfde reden gebruikt het Interslavisch zowel het Latijnse als het Cyrillische alfabet.
Het Interslavisch is voortgekomen uit het panslavistische streven naar een gemeenschappelijke literaire taal, die een moderne voortzetting moest zijn van het Oudkerkslavisch. De eerste beschrijving dateert uit de jaren 1659-1666 en is van de hand van de Kroatische priester Juraj Križanić. In de 19e en 20e eeuw hebben vooral Tsjechische, Kroatische en Sloveense auteurs getracht deze gedachte vorm te geven. De doelstelling veranderde geleidelijk: in plaats van een taal die de Slavische standaardtalen moest vervangen, kwam de nadruk te liggen op een taal die als hulpmiddel kon dienen in de onderlinge communicatie tussen Slaven. Na de Tweede Wereldoorlog raakte dit streven op de achtergrond, maar aan het begin van de 21e eeuw kreeg het dankzij de komst van het internet een nieuwe impuls. In 2011 gingen verschillende projecten onder de gemeenschappelijke noemer Interslavisch nauw met elkaar samenwerken. In 2017 vloeiden ze samen tot één standaard.
De taal wordt vooral gebruikt in het internetverkeer, maar kent ook een aantal elektronische en gedrukte publicaties. Daarnaast vinden er sinds 2017 internationale conferenties plaats. In tegenstelling tot veel soortgelijke projecten heeft het Interslavisch geen overkoepelende organisatie, maar zijn de circa 10.000 gebruikers en belangstellenden vooral te vinden op sociale media. Beslissingen over leermiddelen, grammatica en woordenschat worden genomen door een uit vijf personen bestaande commissie.

## Geschiedenis

### Context

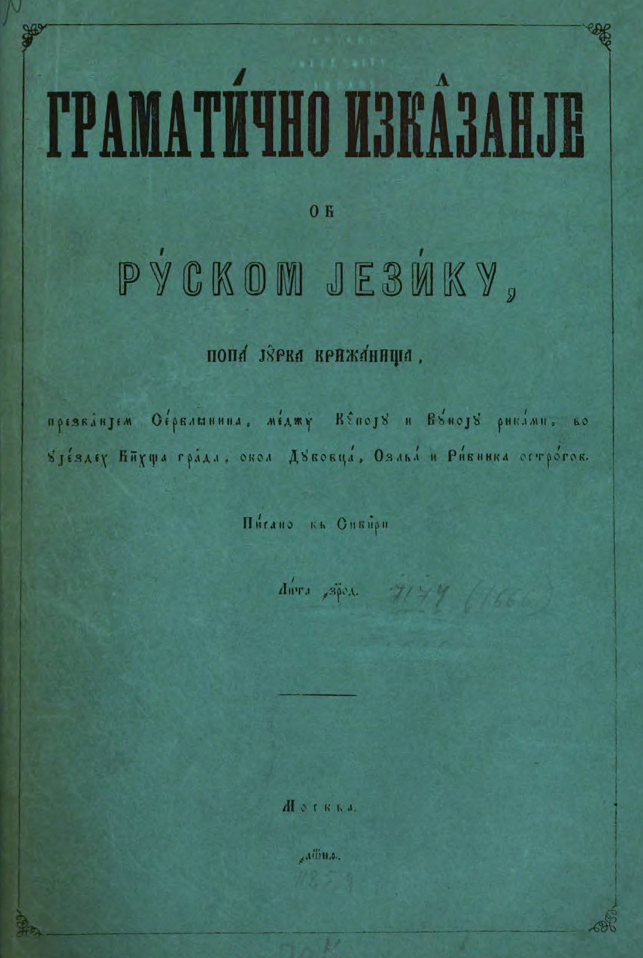
«Gramatíčno izkâzanje ob rúskom jezíku» van Juraj Križanić, de eerste Interslavische grammatica uit 1666

De geschiedenis van het Interslavisch is nauw verbonden met het panslavisme, een ideologie die culturele en politieke eenwording van alle Slaven nastreeft. Centraal hierin staat het besef dat alle Slavische volken deel uitmaken van één Slavische natie. Omdat de Slavische talen dermate uit elkaar gegroeid waren dat sprekers van verschillende Slavische talen elkaar nauwelijks konden verstaan, gingen panslavisten op zoek naar een overkoepelende Slavische taal. De meest voor de hand liggende keuze was het Russisch, moedertaal van ongeveer de helft van alle Slaven en bovendien de taal van de grootste staat. Deze optie vond vooral gehoor in Rusland zelf, maar ook bij sommige panslavisten buiten Rusland, zoals de Slowaak Ľudovít Štúr. Panslavisten in andere landen hadden moeite met het idee, niet alleen omdat het Russisch voor hen moeilijk te hanteren was, maar ook omdat zij beducht waren voor Russische hegemonie. Voor hen gold het Oudkerkslavisch als een betere en vooral ook neutralere oplossing.
Het Oudkerkslavisch was een taal die eeuwen daarvoor in een groot deel van de Slavische wereld dienst had gedaan als bestuurstaal en nog steeds op grote schaal gebruikt werd in de orthodoxe liturgie. Bovendien stond deze taal dicht bij de gemeenschappelijke voorouder van de Slavische talen, het Oerslavisch. Nadelen waren dat de taal werd geschreven in een sterk verouderde vorm van het Cyrillische alfabet, dat de grammatica uiterst complex was, dat de woordenschat veel archaïsche woorden bevatte en dat meer moderne begrippen ontbraken. De vroegste voorbeelden van Interslavische taalprojecten waren er dan ook op gericht het Oudkerkslavisch zodanig te moderniseren dat het kon dienen voor alledaagse communicatie.

### Eerste pogingen
De eerste Interslavische grammatica, getiteld Gramatíčno izkâzanje ob rúskom jezíku, dateert uit 1666 en is van de hand van de Kroatische priester Juraj Križanić (ca. 1618–1683). Hij noemde deze taal Ruski om de steun van de tsaar te verwerven, maar in werkelijkheid was de taal vooral een mengeling van het Kerkslavisch en het Servo-Kroatisch, met name de Čakavisch-Ikavische variant. Naast deze grammatica schreef Križanić ook andere werken in deze taal, inclusief het traktaat Razgowôri ob wladátelystwu (1663-1666; later uitgegeven onder de titel Politika). Volgens de analyse van de Nederlandse slavist Tom Eekman is in dit werk 59% van de woorden van Pan-Slavische oorsprong, 10% afkomstig uit het Russisch en het Kerkslavisch, 9% uit het Servo-Kroatisch en 2,5% uit het Pools.
Mogelijk was Križanić niet de eerste die trachtte een voor alle Slaven begrijpelijke taal te schrijven. Al in 1583 had de Kroatische priester Šime Budinić (ca. 1530–1600) de Summa Doctrinae Christianae van Petrus Canisius naar het Slovignsky ("Slavisch") vertaald, waarbij hij zowel het Latijnse als het Cyrillisch schrift gebruikte. Volgens sommigen was dit een mengsel van Servo-Kroatisch, Kerkslavisch, Tsjechisch en Pools, anderen betogen dat de taal in wezen gewoon Jekavisch-Štokavisch was met wat invloeden van omliggende dialecten.

### 19e eeuw
Vanaf de 19e eeuw zijn tientallen pogingen ondernomen tot het creëren van een overkoepelende Slavische taal, die in de meeste gevallen "Panslavisch", "Al-Slavisch", "Nieuw-Slavisch", "Inter-Slavisch" of gewoon "Slavisch" werd genoemd.
In 1826 publiceerde de Slowaakse jurist Ján Herkeľ (1786-1853) zijn Universalis Lingua Slavica (in het Slowaaks: Vseslovanský jazýk). In tegenstelling tot de taal van Križanić was deze sterker gebaseerd op het West-Slavisch. Wat beide projecten met elkaar gemeen hebben, is dat ze geen strak omlijnde grammatica hebben en ook geen eigen woordenschat. Net als Križanić beschouwde Herkeľ zijn werk dan ook niet als kunsttaal. Zoals andere 19e-eeuwse panslavisten zag hij de Slavische talen als dialecten van één taal en zijn boek is dan ook vooral een vergelijkende grammatica tussen deze verschillende dialecten, waarin hij soms, maar lang niet altijd, grammaticale oplossingen aandraagt die door hem als "universeel Slavisch" worden gekenschetst.
In de tweede helft van de 19e eeuw, waarin van alle Slavische volken aanvankelijk alleen de Russen een eigen staat hadden en er tussen de diverse Slavische talen ook geen duidelijke grenzen waren, was het Interslavisch vooral het domein van Slovenen en Kroaten. In deze tijd van groeiend nationaal bewustzijn vormde naast het nationalisme ook het panslavisme een serieuze optie. Dit kreeg onder meer gestalte in het streven naar gemeenschappelijke Zuid-Slavische taal ("Illyrisch"), die tevens als Panslavische taal bruikbaar zou zijn. Aldus werden halverwege de 19e eeuw projecten voor een Panslavische taal gepubliceerd door onder meer:
- de Kroatische dichter Matija Ban (1818-1903) in 1850[16]
- de Sloveense schrijver Radoslav Razlag (1826-1880) in 1850
- de Sloveense priester en politicus Božidar Raič (1827-1886) in 1853[17]
- de Tsjechische vertaler Václav František Bambas (1822-1904) in 1861[18]
- de Sloveense priester, etnograaf en taalkundige Matija Majar-Ziljski (1809-1892) in 1865[19]
- de Macedonische schrijver Grigor Prlitsjev (1830-1893) in 1868[20]

Alle bovengenoemde projecten zijn gebaseerd op een combinatie van het Oudkerkslavisch met de moderne Zuid-Slavische talen.
Van bijzondere betekenis is het project van Matija Majar-Ziljski, getiteld Uzajemni Pravopis Slavjanski ("Wederzijdse Slavische orthografie"). In zijn visie konden Slaven zich in contacten met andere Slaven het best verstaanbaar maken door hun eigen taal als uitgangspunt te nemen en deze in stappen aan te passen. In eerste instantie stelde hij voor de spelling van elke individuele taal om te vormen in een generieke Panslavische orthografie. Vervolgens stelde hij een grammatica voor die gebaseerd was op een vergelijking tussen de vijf belangrijkste Slavische talen van die dagen: Oudkerkslavisch, Russisch, Pools, Tsjechisch en Servisch. Majar gebruikte de taal zelf in een biografie van Cyrillus en Methodius. Verder publiceerde hij in de jaren 1873-1875 een tijdschrift met de titel Slavjan ("De Slaaf"). Een fragment in de taal is nog te zien op het altaar in Majars kerk in Görtschach.

Auteurs van Interslavische projecten in de 19e eeuw
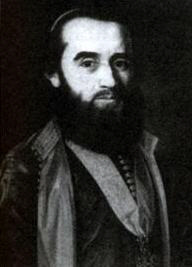
Stefan Stratimirović (1757-1836)
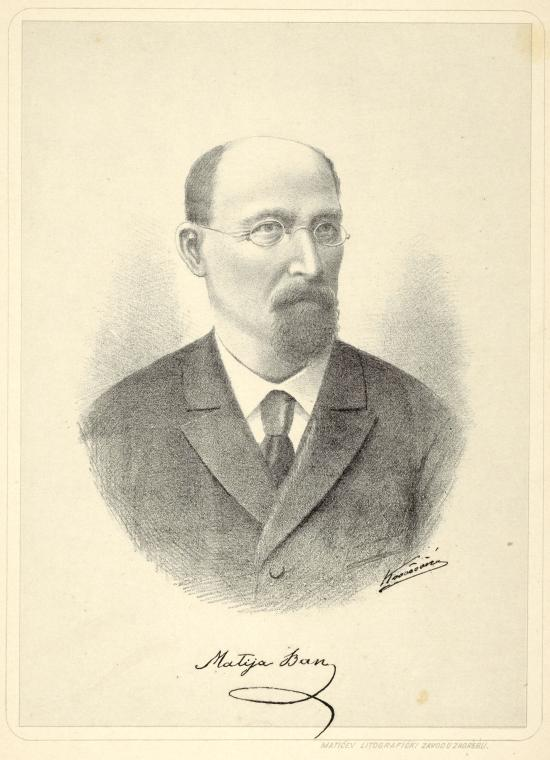
Matija Ban (1818-1903)
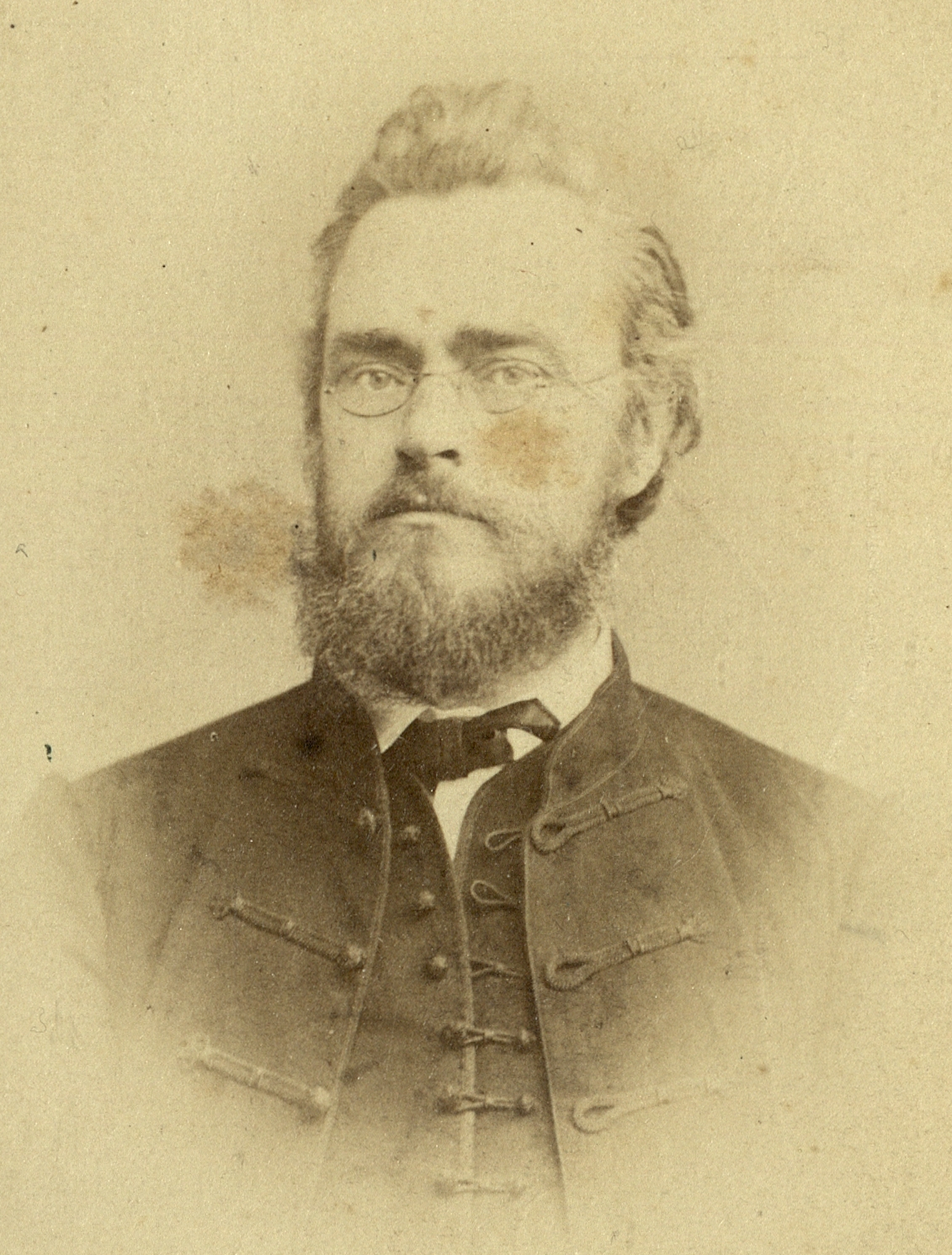
Radoslav Razlag (1826-1880)
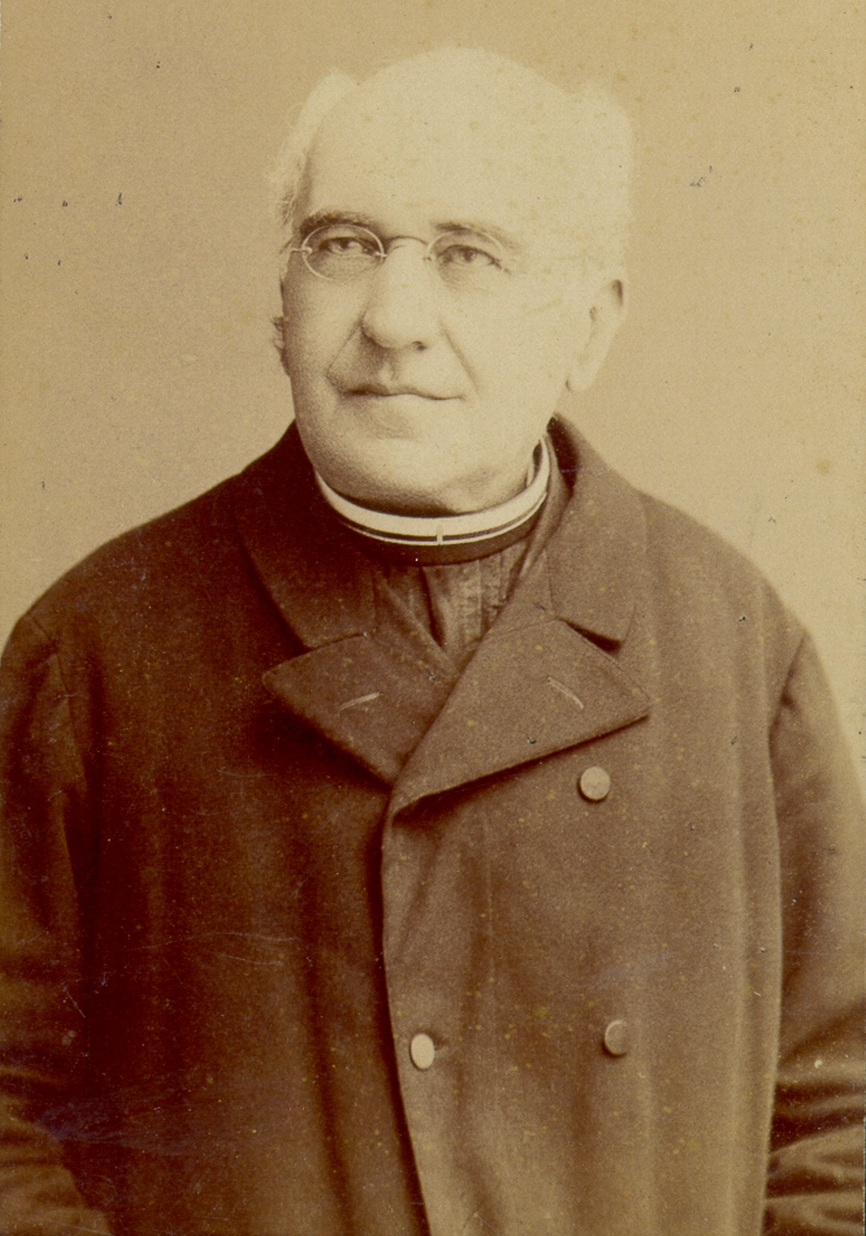
Božidar Raič (1827-1886)
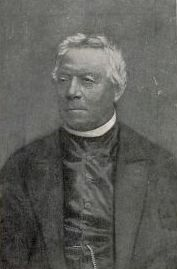
Matija Majar-Ziljski (1809-1892)
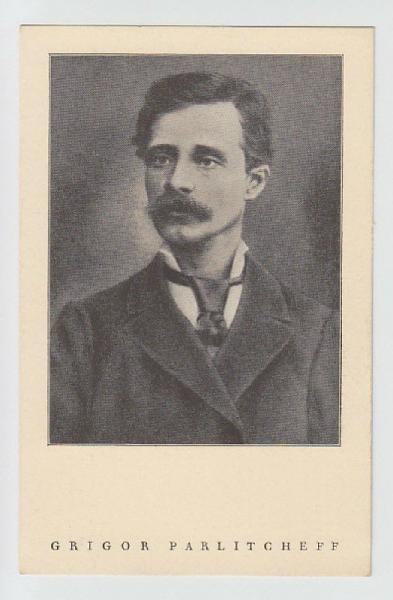
Grigor Prlitsjev (1830-1893)

### 20e eeuw

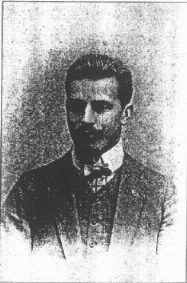
Bohumil Holý
(1885-1947)

In de 20e eeuw verschoof het zwaartepunt naar het noorden. Bij de Ausgleich van 1867, waarbij de Hongaren hun eigen staat binnen de staat hadden verworven, waren de Slaven buitenspel gebleven. Een mogelijkheid die jarenlang door Poolse conservatieven was bepleit en gehoor vond bij de Oostenrijkse keizer was de zogenaamde Austro-Poolse optie, die behelsde dat de Dubbelmonarchie na de verovering van het Koninkrijk Polen op Rusland zou worden omgevormd tot een Oostenrijks-Hongaars-Poolse tripelmonarchie. Een andere optie, die vooral onder Tsjechen en Zuid-Slaven populair was, was het austroslavisme, dat de vorming van een Oostenrijks-Hongaars-Slavische tripelmonarchie beoogde. In de nadagen van Oostenrijk-Hongarije publiceerde de Tsjechische dialectoloog Ignác Hošek (1852–1919) zijn Grammatik der Neuslawischen Sprache, waarin hij een gemeenschappelijke literaire taal voor alle Slaven binnen de monarchie voorstelde. Deze was vooral gebaseerd op het Tsjechisch en het Pools.
De Tsjech Josef Konečný publiceerde in 1912 een "Slavisch Esperanto" genaamd Slavina, dat echter niets met Esperanto te maken had, maar gebaseerd was op het West-Slavisch. Eveneens in 1912 verscheen Slovanština van de leraar Edmund Kolkop (1877-1915) en in 1920 Slavski jezik van de stenograaf Bohumil Holý (1885-1947).
Inmiddels was het besef doorgedrongen dat de Slavische talen dermate uit elkaar waren gegroeid, dat een pan-Slavische taal niet langer haalbaar was. Door de stichting van onafhankelijke staten verloor ook het idee van een pan-Slavische staat zijn aantrekkingskracht. Latere projecten waren dan ook niet meer bedoeld om de individuele Slavische talen te vervangen of als taal van een pan-Slavische staat te fungeren, maar om als een tweede taal te fungeren in de communicatie tussen Slaven onderling. Mede hierdoor raakte het Oudkerkslavisch als inspiratiebron op de achtergrond en gingen kunsttalen als het Esperanto en het Ido als voorbeeld dienen. De projecten van Kolkop en Holý zijn de eerste die een duidelijke tendens tot vereenvoudiging laten zien door bijvoorbeeld geslacht geen rol meer te laten spelen en naamvallen vervangen door voorzetsels.
Gedurende het merendeel van de 20e eeuw bleef de Interslavische taal op de achtergrond. Het enige noemenswaardige project kwam tot stand in Tsjechoslowakije in de jaren 50, toen de dichter en esperantist Ladislav Podmele (1920-2000), beter bekend onder zijn artiestennaam Jiří Karen, met een team aan een uitgebreid project onder de naam Mežduslavjanski jezik ("Interslavische taal") werkte. Deze taal bevatte elementen van meerdere Slavische talen, vooral het Russisch en het Tsjechisch. Het idee van de auteurs was dat vier zonale hulptalen (een inter-Germaanse, een inter-Romaanse, een inter-Slavische en een inter-Indische) twee derde van de wereldbevolking in staat zouden stellen met elkaar te communiceren. Podmele en zijn team schreven onder meer een grammatica, een woordenlijst Esperanto-Interslavisch, een woordenboek, een cursus, een tekstboek en enkele langere teksten. Hoewel geen van deze werken gepubliceerd werd, trok dit project de aandacht van taalkundigen uit verschillende landen.

### Digitale tijdperk
Hoewel het panslavisme sinds het uiteenvallen van de Sovjet-Unie en Joegoslavië als ideologie geen rol van enige betekenis meer heeft gespeeld, is door de globalisering en de komst van nieuwe media als het internet toch een hernieuwde behoefte ontstaan aan een taal die voor Slaven van verschillende nationaliteiten begrijpelijk zou zijn. De oudere projecten waren op dat moment inmiddels in vergetelheid geraakt, terwijl het voor auteurs van nieuwe projecten relatief eenvoudig was geworden hun werk te publiceren. In veel gevallen identificeren deze auteurs zich met het panslavisme, dat vooral gedragen lijkt door Slavische emigranten.
Tijdens de eerste jaren van de 21e eeuw genoot vooral het Slovio uit 1999 van de Slowaak Mark Hučko enige bekendheid. In tegenstelling tot de vroegere projecten was dit geen naturalistische, maar een schematische taal, waarvan de grammatica vooral gebaseerd was op het Esperanto. Het Slovio was niet enkel bedoeld als hulptaal voor Slaven.
Deels uit onvrede over de vele niet-Slavische elementen en de dominantie van Russische woorden in het Slovio, ontstond in maart 2006 het Slovianski-project. De auteurs ervan streefden naar een naturalistische taal die uitsluitend zou bestaan uit materiaal dat in de meeste Slavische talen voorkwam, geen kunstmatige elementen zou bevatten en begrijpelijk zou zijn voor alle Slaven zonder enige studie vooraf. Als gevolg hiervan kende het Slovianski drie geslachten en volledige vervoeging van werkwoorden, wat doorgaans ontbreekt in internationale hulptalen. Aanvankelijk werd de taal ontwikkeld in drie verschillende varianten: Slovianski-P, Slovianski-N, Slovianski-S, waarbij de toevoeging respectievelijk staat voor Pidgin, Naturalistisch en Schematisch. Het verschil bestond hierin dat het Slovianski-N zoals de meeste Slavische talen over zes naamvallen beschikte, terwijl het Slovianski-P (net als het Nederlands, maar ook het Bulgaars en het Macedonisch) geen naamvallen had en in plaats daarvan gebruikmaakte van voorzetsels. De schematische versie was geen lang leven beschoren. In 2009 werd besloten alleen door te gaan met de naturalistische versie, die voortaan de naam Slovianski zou dragen. De taal werd vooral gebruikt in het internetverkeer en in een nieuwsbrief, Slovianska Gazeta. In februari en maart 2010 kwam het Slovianski uitvoerig in het nieuws.
Het Rozumio (2008) en het Slovioski (2009) waren beide pogingen om het Slovianski en het Slovio dichter bij elkaar te brengen, wat in het geval van laatstgenoemd project heeft geleid tot het creëren van een nieuwe taal. Net als het Slovianski was het Slovioski een groepsproject en werden er twee varianten uitgewerkt: een "volledige" en een vereenvoudigde versie. De volledige versie week nauwelijks af van het Slovianski en in 2011 werden beide projecten samengevoegd. De diverse vereenvoudigde vormen die vooral bedoeld waren om aan beginnende, niet-Slavische gebruikers tegemoet te komen, werden omgewerkt tot een sterk vereenvoudigde versie daarvan, het Slovianto.

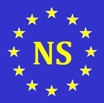
Logo van het Novoslověnsky

In 2010 verscheen het Novoslověnsky ("Nieuw-Slavisch") van de Tsjech Vojtěch Merunka, een op het Oudkerkslavisch gebaseerde taal die gebruikmaakte van de woordenschat van het Slovianski. In 2011 gingen Slovianski en Novoslověnsky nauw samenwerken onder de gemeenschappelijke naam Medžuslovjanski ("Interslavisch"). Het Slovianski werd, mede op basis van het Novoslověnsky, gereviseerd tot een meer flexibele taal die gebaseerd was op prototypes en gemakkelijk aan verschillende situaties kon worden aangepast, om niet alleen als overkoepelende taal voor de Slavische talen te kunnen dienen, maar ook als overkoepelende taal voor verschillende Interslavische projecten, inclusief het Novoslověnsky. Sindsdien zijn beide projecten geleidelijk naar elkaar toegegroeid. In de zomer van 2017 besloten de auteurs, Vojtěch Merunka en Jan van Steenbergen, de laatste verschillen te elimineren om tot één gemeenschappelijke standaard te komen, het Medžuslovjansky of Interslavisch. Deze wordt sindsdien beheerd door een commissie van vijf leden: Vojtěch Merunka, Jan van Steenbergen, Roberto Lombino, Michał Swat en Pavel Skryljov.
In april 2024 verkreeg het Interslavisch de ISO 639-code isv.

## Gebruik

### Gebruikersgemeenschap

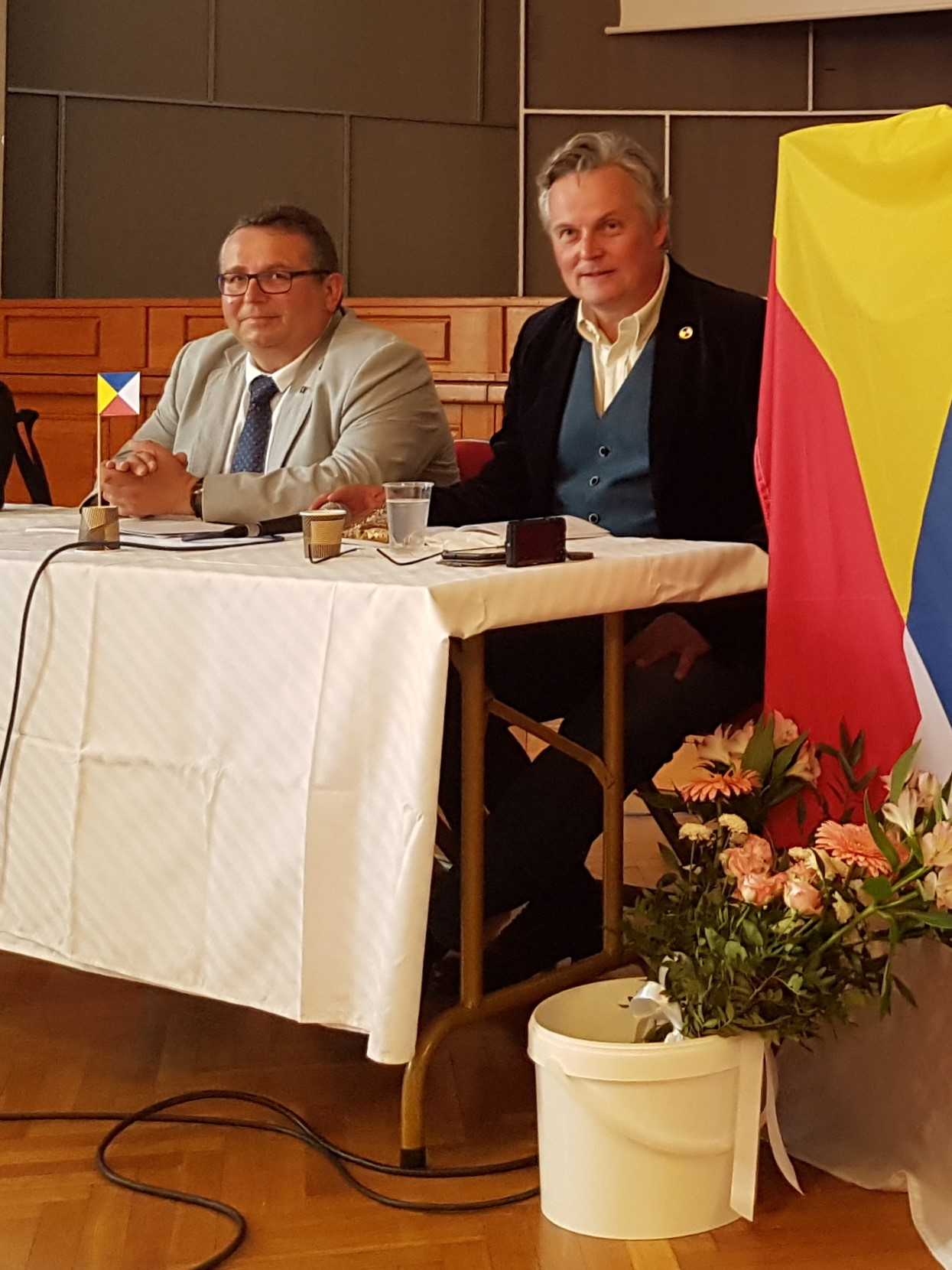
Vojtěch Merunka en Jan van Steenbergen tijdens de 2de Interslavische Conferentie in Hodonín op 1 juni 2018

Het aantal gebruikers van het Interslavisch is moeilijk vast te stellen. De Bulgaarse auteur Ivan G. Iliev noemde in 2012 voor het Slovianski een aantal van "enkele honderden sprekers". Anna-Maria Meyer vermeldde in 2014 voor het Slovianski en het Novoslověnsky samen "enkele tientallen regelmatige, actieve gebruikers". In 2017 zou dat aantal inmiddels zijn opgelopen tot "zo'n 2000 gebruikers en geïnteresseerde toeschouwers". Vojtěch Merunka, een van de auteurs van het Interslavisch, noemde in 2019 een aantal van ongeveer 200 gebruikers die de taal actief beheersten.
De Interslavische gebruikersgroep is georganiseerd in vier groepen op Facebook met respectievelijk 22.345, 817, 373 en 124 leden per 1 maart 2025. Daarnaast zijn er groepen op VKontakte (2476 leden), Discord (8939 leden) en Telegram (990 leden). Ten slotte is er een internetforum met ruim 508 leden.
In juni 2017 vond in de Tsjechische plaats Staré Město de Eerste Interslavische Conferentie (CISLa) plaats. Die had 64 deelnemers uit 12 landen. Een tweede conferentie vond plaats op 31 mei en 1 juni 2018. Een derde conferentie zou plaatsvinden in Hodonín in 2020, maar moest vanwege de coronapandemie worden uitgesteld.

### Publicaties
Sinds 2011 bestaat er een internetkrant in het Interslavisch, Izviestija.info (later Izvěsti.info), die uiteindelijk werd opgevolgd door Interslavic.news. Sinds 2016 verschijnt er een wetenschappelijk tijdschrift dat gedeeltelijk in het Interslavisch is geschreven, Slovjani.info. Een ander wetenschappelijk tijdschrift, Ethnoentomology, voorziet artikelen sinds 2016 van een samenvatting in het Interslavisch.

### Cultuur
Het Interslavisch speelt een rol in de film The Painted Bird, de verfilming van het boek De geverfde vogel door de Tsjechische regisseur Václav Marhoul, die in 2019 uitkwam. Hierin is het Interslavisch de taal van de plattelandsbewoners; Marhoul was op zoek geweest naar een "Slavisch Esperanto" om te voorkomen dat een specifiek Slavisch volk geïdentificeerd kon worden met de wreedheden die in de film plaatsvinden.
Verschillende musici en muziekgroepen hebben muziek opgenomen in het Interslavisch, onder andere: het album Počva van de Tsjechische pagan-folkband Ďyvina, het lied Idemo v Karpaty van de Oekraïense reggaeband The Vyo, het lied Masovo pogrebanje van de Kroatische folkband Mito Matija en diverse albums van de Poolse YouTuber Melac Ook in de The Painted Bird komt een lied in het Interslavisch voor, getiteld Dušo moja.

## Onderzoek
Het voornaamste uitgangspunt van het Interslavisch is dat de taal zo begrijpelijk mogelijk is voor een zo groot mogelijk aantal Slaven. Dit wordt bereikt door de factoren van belang zijn bij receptieve meertaligheid actief toe te passen, met name internationaal vocabulaire, materiaal dat van de gemeenschappelijke oertaal afstamt en het herkennen van verschillen tussen verwante elementen in klank, uitspraak en spelling.
Vanaf 2015 is er uitgebreid onderzoek gedaan naar de begrijpelijkheid van het Interslavisch voor sprekers van Slavische talen. Volgens een onderzoek onder 1700 internetgebruikers lag dit percentage op gemiddeld 84%, waarbij de beste resultaten werden behaald door Tsjechen, Slowaken, Wit-Russen en Roethenen (87–93%) en de slechtste door Zuid-Slaven (79–81%). Een andere conclusie van dit onderzoek was dat er een duidelijke samenhang bestond met opleidingsniveau: bij mensen met een hogere opleiding lag het percentage op 88%, bij mensen met een basis- of middelbare opleiding op 72–73%. Kleinschalig onderzoek uit 2017 onder studenten en medewerkers van de universiteiten van Rzeszów (Polen) en Stara Zagora (Bulgarije) leidde tot soortgelijke conclusies.
In januari 2019 hielden twee grote webportalen in Tsjechië en Slowakije een enquête onder hun lezers naar de begrijpelijkheid van een gesproken tekst in het Interslavisch. Van de 2926 Tsjechische deelnemers kon 50% alles verstaan en 42% bijna alles. Onder de 4115 Slowaakse deelnemers lagen deze percentages op 81% resp. 17%.
Uit het feit dat de Slowaken in bovenstaande onderzoeken het beste scoren, zou men kunnen opmaken dat het Interslavisch het dichtst bij het Slowaaks staat. Dit wordt echter weersproken door Meyer, die op basis van fonologisch-lexicologisch onderzoek concludeert dat de afstand tot het Sloveens het kleinst is, gevolgd door het Tsjechisch.

## Classificatie
Het Interslavisch is niet eenvoudig te classificeren. Tegenwoordig is het gebruikelijk om Interslavische projecten als kunsttalen te classificeren. Neemt men dit als uitgangspunt, dan valt het Interslavisch onder de zonale kunsttalen, een subcategorie van de internationale hulptalen die specifiek gericht is op de sprekers van een nauw verwante talen. Het wezenlijke onderscheid met talen als het Esperanto is dat de nadruk niet op eenvoud en regelmaat ligt, maar op passieve begrijpelijkheid. Het Interslavisch heeft voor zover bekend nooit moedertaalsprekers gehad.
De traditionele panslavische benadering, die vooral populair was in de 19e eeuw, beschouwt de Slaven als één grote natie en de Slavische talen als dialecten van één Panslavische taal. De auteurs van Interslavische projecten uit die tijd zagen hun werk dan ook niet zozeer als kunsttalen, maar als pogingen om deze reeds bestaande taal van een literaire standaard te voorzien. Het uiteindelijke doel was dat deze de Slavische talen zou "herenigen" en op termijn de rol van de Slavische standaardtalen over zou nemen:

De oude Grieken spraken en schreven in vier dialecten, maar toch hadden zij één enkele Griekse taal en één enkele Griekse literatuur. Vele moderne, hoogopgeleide volken, bijvoorbeeld de Fransen, de Italianen, de Engelsen en de Duitsers, hebben een groter aantal en een grotere verscheidenheid aan dialecten dan wij, de Slaven, en toch hebben zij één enkele schrijftaal. Wat voor andere volken mogelijk is en bij hen ook werkelijk bestaat, waarom zou dat alleen voor ons, de Slaven, onmogelijk zijn?
— Matija Majar-Ziljski

Hoewel deze zienswijze als verouderd geldt, is de indeling van het Interslavisch bij de kunsttalen niet algemeen aanvaard. Zo noemde in 1977 de Poolse onderzoeker Tadeusz Lewaszkiewicz deze projecten nadrukkelijk geen kunsttalen, maar "gemeenschappelijke Slavische talen". Doordat het Interslavisch een mengvorm is van het Oudkerkslavisch met de eigentijdse Slavische talen, vertoont het overeenkomsten met relatief nieuwe standaardtalen als het Rumantsch Grischun, het Indonesisch en het Hebreeuws. Vanwege de verbinding met het Oudkerkslavisch kan het ook worden vergeleken met het Katharevousa, een zeer archaïsche vorm van het Grieks dat tot de jaren 1970 werd gebruikt. Hoewel deze talen op kunstmatige wijze tot stand zijn gekomen, worden ze niet tot de kunsttalen gerekend.
Aangezien vormen van Interslavisch al eeuwenlang bestaan als geïmproviseerde communicatievorm tussen Slaven van verschillende nationaliteiten, heeft het Interslavisch ten slotte ook eigenschappen gemeen met de pidgintalen. Ladislav Podmele stelt dat het Interslavisch op twee verschillende niveaus bestaat: ten eerste als een spontaan ontstane taalvorm, ten tweede als een reeks van wetenschappelijk onderbouwde pogingen om deze taal van een geschreven standaard te voorzien.

## Alfabet

### Standaardorthografie
Een belangrijk uitgangspunt van het Interslavisch is dat elke Slaaf de taal relatief eenvoudig op zijn eigen toetsenbord kan schrijven. Daar de grens tussen het Latijnse alfabet en het Cyrillisch dwars door het Slavische taalgebied loopt, kan het Interslavisch daarom in beide alfabetten worden geschreven. De onderstaande tabel laat de schrijfwijze zien die in 2017 als standaard is vastgesteld, met een aanpassing in 2020: het Latijnse alfabet met de extra letters š, ž, č en ě, en het Cyrillische alfabet met ј, љ en њ (uit het Servisch en Macedonisch), ы (uit het Russisch en Wit-Russisch) en є (uit het Oekraïens). Deze keuze is mede gebaseerd is op een langlopende peiling die onder de diverse Slavische bevolkingen was gehouden.
Aangezien er tussen de diverse Slavische talen onderling bovendien verschillen bestaan in de manier waarop fonemen worden weergegeven en uitgesproken, biedt het Interslavisch in sommige gevallen ook een alternatieve schrijfwijze. Deze staan weergegeven in de kolom "varianten".
| Latijns | Cyrillisch | Varianten      | Uitspraak (IPA)   |
| ------- | ---------- | -------------- | ----------------- |
| A a     | A а        |                | [ɑ] ~ [a]         |
| B b     | Б б        |                | [b]               |
| C c     | Ц ц        |                | [ʦ]               |
| Č č     | Ч ч        | Lat. cz, cx    | [ʧ] ~ [tʂ]        |
| D d     | Д д        |                | [d]               |
| DŽ dž   | ДЖ дж      |                | [ʤ] ~ [dʐ]        |
| E e     | Е е        |                | [ɛ] ~ [e]         |
| Ě ě     | Є є        | Lat. e, Cyr. е | [jɛ] ~ [ʲɛ] ~ [ɛ] |
| F f     | Ф ф        |                | [f]               |
| G g     | Г г        |                | [g] ~ [ɦ]         |
| H h     | Х х        |                | [x]               |
| I i     | И и        |                | [i] ~ [ji]        |
| J j     | Ј ј        | Cyr. й         | [j]               |
| K k     | К к        |                | [k]               |
| L l     | Л л        |                | [l] ~ [ɫ]         |
| LJ lj   | Љ љ        | Cyr. ль        | [lj] ~ [lʲ] ~ [ʎ] |
| M m     | М м        |                | [m]               |
| N n     | Н н        |                | [n]               |
| NJ nj   | Њ њ        | Cyr. нь        | [nj] ~ [nʲ] ~ [ɲ] |
| O o     | О о        |                | [ɔ] ~ [o]         |
| P p     | П п        |                | [p]               |
| R r     | Р р        |                | [r]               |
| S s     | С с        |                | [s]               |
| Š š     | Ш ш        | Lat. sz, sx    | [ʃ] ~ [ʂ]         |
| T t     | Т т        |                | [t]               |
| U u     | У у        |                | [u]               |
| V v     | В в        |                | [v] ~ [ʋ]         |
| Y y     | Ы ы        | Lat. i, Cyr. и | [i] ~ [ɪ] ~ [ɨ]   |
| Z z     | З з        |                | [z]               |
| Ž ž     | Ж ж        | Lat. zs, zx, ż | [ʒ] ~ [ʐ]         |

In het Cyrillisch kan men ook ligaturen aantreffen (letters die combinaties van twee letters vertegenwoordigen):
| Ligatuur | In plaats van |
| -------- | ------------- |
| Я я      | ја of ьа      |
| Є є      | је of ье      |
| Ї ї      | ји of ьи      |
| Ю ю      | ју of ьу      |

### Wetenschappelijke orthografie
Naast het bovenstaande basisalfabet kan men in het Latijnse alfabet ook andere letters aantreffen, meestal met een diakritisch teken. Deze worden Naučny medžuslovjansky pravopis ("Wetenschappelijke Interslavische orthografie") genoemd en geven extra etymologische informatie. Normaal gesproken worden deze niet geschreven.
| Latijns | Uitspraak    | Opmerkingen |
| ------- | ------------ | --- |
| Å å     | [ɒ]          | In gevallen waarin Oerslavische (T)orT- en (T)olT-sequenties metathese hebben ondergaan, bv. gråd (Oersl. *gordŭ, Ru. gorod, Pl. gród, SKr. grad) |
| Ę ę     | [jæ] ~ [ʲæ]  | Oksl. ѧ (nasale e) |
| Ų ų     | [u] ~ [ow]   | Oksl. ѫ (nasale o) |
| Ė ė     | [ɛ] ~ [ǝ]    | Oksl. sterke ь (zachte jer) |
| Ȯ ȯ     | [ə]          | Oksl. sterke ъ (harde jer) |
| Ć ć     | [ʨ]          | PSl. tj, Oksl. щ, Servisch ћ (normaal gesproken geschreven als č)                                                                                 |
| Đ đ     | [ʥ]          | PSl. dj, Oksl. жд, Servisch ђ (normaal gesproken geschreven als dž)                                                                               |
| Ĺ ĺ     | [lʲ] ~ [ʎ]   | Oksl. ль |
| Ń ń     | [nʲ] ~ [ɲ]   | Oksl. нь |
| Ŕ ŕ     | [rʲ] ~ [ʲǝr] | Oksl. рь |
| T́ t́     | [tʲ] ~ [c]   | Oksl. ть |
| D́ d́     | [dʲ] ~ [ɟ]   | Oksl. дь |
| Ś ś     | [sʲ] ~ [ɕ]   | Oksl. сь |
| Ź ź     | [zʲ] ~ [ʑ]   | Oksl. зь |

Het gebruik van Cyrillische equivalenten als ѣ, ѧ, ѫ en ћ wordt sterk afgeraden, aangezien deze door een groot deel van de Slavische bevolking niet worden herkend.

## Fonologie
Met het oog op het doel van het Interslavisch wordt gebruikers geadviseerd woorden zo veel mogelijk uit te spreken als ze worden geschreven. De klankleer vloeit rechtstreeks voort uit die van het Oudkerkslavisch, waarbij enkele klankverschuivingen optreden die gebaseerd zijn op vergelijking van de moderne Slavische talen:
- Op de jers (ъ en ь, in transcripties meestal weergegeven als ŭ resp. ĭ) is de wet van Havlík toegepast: een sterke ъ wordt o (uitgesproken als [ɔ]? of eventueel als [ǝ]?), een sterke ь wordt e, zwakke jers verdwijnen. Wel leidt ь tot palatalisatie van een voorgaande l, n of r tot respectievelijk lj, nj en rj.
- De nasale klinkers ѫ (ǫ) en ѧ (ę) worden u respectievelijk e, maar kunnen voor een beter begrip eventueel worden weergegeven als ų respectievelijk ę.
- De ѣ, die zich in de Slavische talen in verschillende richtingen heeft ontwikkeld, blijft in het Interslavisch gehandhaafd als ě. Ze wordt bij voorkeur uitgesproken als [jɛ]?, maar kan ook "hard" worden uitgesproken ([ɛ]?, [e]?) als in het Servisch of Sloveens.
- De combinaties ъі/ъи (in transcripties: y) blijft behouden als y. Deze kan worden uitgesproken als een "harde" [i]? als in het Tsjechisch, Slowaaks en Zuid-Slavisch, maar ook als een [ɪ]? zoals in het Pools of een [ɨ]? zoals in het Russisch.
- De combinaties ър/ьр leiden in gesloten lettergrepen tot een syllabische r (uitgesproken als [ǝr]?), de combinaties ъл/ьл tot ol.
- De letter щ wordt uitgesproken als een č wanneer deze is afgeleid van een Oerslavische gejoteerde tj, in de overige gevallen als šč. Hetzelfde geldt voor жд, in het Interslavisch dž.

Aldus kent het Interslavisch een systeem van 7 klinkers en 24 medeklinkers:
|                  | Voorklinker | Centrale klinker | Achterklinker |
| ---------------- | ----------- | ---------------- | ------------- |
| Gesloten klinker | [i]         | [ɪ] ~ [ɨ]        | [u]           |
| Middenklinker    | [ɛ] ~ [e]   | [ǝ]              | [ɔ] ~ [o]     |
| Open klinker     |             | [ɑ] ~ [a]        |               |

|             | Bilabiaal/ Labiodentaal | Dentaal/ Alveolaar | Postalveolaar/ Palataal | Velaar  |
| ----------- | ----------------------- | ------------------ | ----------------------- | ------- |
| Plosief     | [p] [b]                 | [t] [d]            |                         | [k] [ɡ] |
| Affricaat   |                         | [ts]               | [tʃ] [dʒ]               |         |
| Fricatief   | [f] [v]                 | [s] [z]            | [ʃ] [ʒ]                 | [x]     |
| Nasaal      | [m]                     | [n]                | [ɲ]                     |         |
| Tril        |                         | [r]                | [rʲ]                    |         |
| Lateraal    |                         | [l]                | [ʎ]                     |         |
| Approximant |                         |                    | [j]                     |         |

### Morfofonologie
Evenals in de Slavische talen speelt het onderscheid tussen harde en zachte medeklinkers een belangrijke rol in het Interslavisch. De zachte medeklinkers zijn: š, ž, č, dž, lj, nj, rj en j. Hoewel de letter c hard wordt uitgesproken, gedraagt ook deze zich in morfologisch opzicht als een zachte medeklinker.
In de morfologie geldt als regel dat een zachte medeklinker niet gevolgd kan worden door een o, een y of een ě. Bij het verbuigen van zelfstandige naamwoorden veranderen deze dientengevolge in e, e resp. i, bij het verbuigen van bijvoeglijke naamwoorden is er sprake van de mutaties o > e en y > i. Om die reden kent het Interslavisch zowel harde als zachte verbuigingen.
Daarnaast kent het Interslavisch de eerste Slavische palatalisatie. Dit houdt in dat de velare medeklinkers k, g en h voor een e veranderen in č, ž resp. š. Bijvoorbeeld: člověk "mens (nom.)", člověč-e "mens (voc.)"; ja mog-u "ik kan", ty mož-eš "jij kunt". Om de taal zo regelmatig en transparant mogelijk te houden, maakt het Interslavisch geen gebruik van latere vormen van palatalisatie die in een deel van de Slavische talen hebben plaatsgevonden.
Naast palatalisatie kent het Interslavisch ook jotatie, die zich voordoet wanneer een harde medeklinker gevolgd wordt door een j. Dit leidt tot de volgende mutaties: t > č, d > dž, s > š, z > ž, st > šč and zd > ždž. Wanneer een zachte medeklinker gejoteerd wordt, slokt deze de j als het ware op.

### Beklemtoning
Het Interslavisch kent geen strenge regels omtrent de beklemtoning van woorden. Dat komt door de grote verschillen tussen de Slavische talen. Zo is de klemtoon in het Russisch en het Bulgaars variabel, terwijl in het Tsjechisch de klemtoon meestal op de eerste lettergreep ligt en in het Pools op de voorlaatste; in het Servo-Kroatisch en het Sloveens speelt ook tonaliteit een rol. In het Interslavisch wordt aangeraden de klemtoon zo veel mogelijk op de woordstam te plaatsen en deze niet te laten beïnvloeden door de uitgangen.

## Grammatica
De grammatica van het Interslavisch is een licht vereenvoudigde weergave van die van het Oudkerkslavisch en is opgebouwd uit elementen die zo breed mogelijk in de moderne Slavische talen zijn vertegenwoordigd. Omdat versimpeling van de grammatica de taal voor Slaven niet herkenbaarder maakt, is het Interslavisch niet kunstmatig vereenvoudigd. Doordat alle grammaticale elementen een grootste gemene deler van de Slavische talen vormen, is evenwel een natuurlijke vereenvoudiging bereikt, waardoor het Interslavisch weinig onregelmatigheden kent.
Het Interslavisch is tot op zekere hoogte een geïmproviseerde taal gebleven. Omdat elementen uit de Slavische talen gemakkelijk met Interslavische elementen kunnen worden vermengd, is het spreken of schrijven van Interslavisch een kwestie van het aanpassen van de eigen taal. Daardoor wijkt het leerproces ook aanzienlijk af van de manier waarop andere talen worden geleerd: het bestaat vooral uit geleidelijk leren hoe men de eigen moedertaal in Interslavisch kan omzetten. Alles wat men leert, kan direct in de praktijk worden gebracht. De grammatica vormt dan ook vooral een richtlijn. Soms zijn er bovendien meerdere mogelijkheden. Dit komt niet alleen door de verschillen en overeenkomsten tussen de Slavische talen, maar ook doordat het hedendaagse Interslavisch, in tegenstelling tot de oudere projecten, een samenwerkingsproject is met een groot aantal deelnemers. Kenmerkend voor het Interslavisch is dat het – evenals bijvoorbeeld het Interlingua – niet van bovenaf wordt gereguleerd, maar tot stand komt op basis van wat de gebruikers er zelf van maken.

### Zelfstandige naamwoorden
Het Interslavisch is een flecterende taal. Zelfstandige naamwoorden kunnen drie geslachten hebben, enkel- en meervoud, en zeven naamvallen: de nominatief, de accusatief, de genitief, de datief, de instrumentalis, de locatief en de vocatief. De vocatief komt alleen voor in het enkelvoud van mannelijke en vrouwelijke zelfstandige naamwoorden en is strikt genomen geen echte naamval.
Evenals de meeste andere Slavische talen kent het Interslavisch geen lidwoord. Het gecompliceerde Slavische systeem van woordklassen is gereduceerd tot vier declinaties, waarin bovendien onderscheid wordt gemaakt tussen harde en zachte stammen en, in het geval van mannelijke woorden, tussen levend en niet-levend:
- mannelijke woorden eindigen op een – meestal harde – medeklinker: muž "man"
- de meeste vrouwelijke woorden eindigen op -a: žena "vrouw"
- sommige vrouwelijke woorden eindigen op een medeklinker: kost "bot"
- de meeste onzijdige woorden eindigen op -o of -e): slovo "woord".
- het Oudkerkslavisch heeft bovendien een athematische verbuiging, die in de meeste moderne talen in de regelmatige declinaties is vervloeid. In het Interslavisch kunnen deze woorden zowel op de oorspronkelijke wijze als volgens een van de andere declinaties worden verbogen. Deze athematische verbuiging bestaat uit zelfstandige naamwoorden van alle drie de geslachten, maar hoofdzakelijk uit onzijdige woorden:
  - onzijdige woorden van de groep -me/-men-, bv. ime/imene "naam"
  - onzijdige woorden van de groep -e/-et- (betreft kinderen en jonge dieren), bv. tele/telete "kalf"
  - onzijdige woorden van de groep -o/-es-, bestaat slechts uit enkele woorden, bv. nebo/nebese "hemel"
  - mannelijke woorden op -en, bv. kamen/kamene "steen"
  - vrouwelijke woorden op -ov, bv. crkov/crkve "kerk"
  - vrouwelijke woorden op -i/-er-, alleen mati/matere "moeder" en doči/dočere "dochter"

|              | mannelijk         | mannelijk     | mannelijk          | mannelijk   | onzijdig      | onzijdig    | vrouwelijk   | vrouwelijk    | vrouwelijk | athematisch   | athematisch | athematisch   |
| hard, levend | hard, niet levend | zacht, levend | zacht, niet levend | hard        | zacht         | -a, hard    | -a, zacht    | -Ø            | m.         | n.            | f.          |               |
| enkelvoud    | enkelvoud         | enkelvoud     | enkelvoud          | enkelvoud   | enkelvoud     | enkelvoud   | enkelvoud    | enkelvoud     | enkelvoud  | enkelvoud     | enkelvoud   |               |
| ------------ | ----------------- | ------------- | ------------------ | ----------- | ------------- | ----------- | ------------ | ------------- | ---------- | ------------- | ----------- | ------------- |
| N.           | brat "broer"      | dom "huis"    | muž "man"          | kraj "land" | slovo "woord" | morje "zee" | žena "vrouw" | zemja "aarde" | kost "bot" | kamen "steen" | ime "naam"  | mati "moeder" |
| A.           | brata             | dom           | muža               | kraj        | slovo         | morje       | ženu         | zemju         | kost       | kamen         | ime         | mater         |
| G.           | brata             | doma          | muža               | kraja       | slova         | morja       | ženy         | zemje         | kosti      | kamene        | imene       | matere        |
| D.           | bratu             | domu          | mužu               | kraju       | slovu         | morju       | ženě         | zemji         | kosti      | kameni        | imeni       | materi        |
| I.           | bratom            | domom         | mužem              | krajem      | slovom        | morjem      | ženoju       | zemjeju       | kostju     | kamenem       | imenem      | materju       |
| L.           | bratu             | domu          | mužu               | kraju       | slovu         | morju       | ženě         | zemji         | kosti      | kameni        | imeni       | materi        |
| V.           | brate             | dome          | mužu               | kraju       | slovo         | morje       | ženo         | zemjo         | kosti      | kameni        | ime         | mati          |
|              | meervoud          |               |                    |             |               |             |              |               |            |               |             |               |
| N.           | brati             | domy          | muži               | kraje       | slova         | morja       | ženy         | zemje         | kosti      | kameni        | imena       | materi        |
| A.           | bratov            | domy          | mužev              | kraje       | slova         | morja       | ženy         | zemje         | kosti      | kameni        | imena       | materi        |
| G.           | bratov            | domov         | mužev              | krajev      | slov          | mor(e)j     | žen          | zem(e)j       | kostij     | kamenev       | imen        | materij       |
| D.           | bratam            | domam         | mužam              | krajam      | slovam        | morjam      | ženam        | zemjam        | kostjam    | kamenam       | imenam      | materam       |
| I.           | bratami           | domami        | mužami             | krajami     | slovami       | morjami     | ženami       | zemjami       | kostjami   | kamenami      | imenami     | materami      |
| L.           | bratah            | domah         | mužah              | krajah      | slovah        | morjah      | ženah        | zemjah        | kostjah    | kamenah       | imenah      | materah       |

### Bijvoeglijke naamwoorden
Bijvoeglijke naamwoorden zijn altijd regelmatig. Zij corresponderen met het zelfstandig naamwoord voor wat betreft geslacht, naamval en getal. Zij worden meestal vóór het zelfstandig naamwoord geplaatst. In de kolom met mannelijke vormen heeft de eerste vorm betrekking op mensen en dieren, de tweede op levenloze voorwerpen. Ook hier wordt onderscheid gemaakt tussen harde en zachte stammen, bijvoorbeeld dobry "goed" en svěži "vers, fris":
|           | hard          | hard      | hard      | zacht         | zacht     | zacht   |
| m.        | n.            | f.        | m.        | n.            | f.        |         |
| enkelvoud | enkelvoud     | enkelvoud | enkelvoud | enkelvoud     | enkelvoud |         |
| --------- | ------------- | --------- | --------- | ------------- | --------- | ------- |
| N.        | dobry         | dobro     | dobra     | svěži         | svěže     | svěža   |
| A.        | dobrogo/dobry | dobro     | dobru     | svěžego/svěži | svěže     | svěžu   |
| G.        | dobrogo       | dobrogo   | dobroj    | svěžego       | svěžego   | svěžej  |
| D.        | dobromu       | dobromu   | dobroj    | svěžemu       | svěžemu   | svěžej  |
| I.        | dobrym        | dobrym    | dobroju   | svěžim        | svěžim    | svěžeju |
| L.        | dobrom        | dobrom    | dobroj    | svěžem        | svěžem    | svěžej  |
|           | meervoud      |           |           |               |           |         |
| N.        | dobri/dobre   | dobre     | dobre     | svěži/svěže   | svěže     | svěže   |
| A.        | dobryh/dobre  | dobre     | dobre     | svěžih/svěže  | svěža     | svěže   |
| G.        | dobryh        | dobryh    | dobryh    | svěžih        | svěžih    | svěžih  |
| D.        | dobrym        | dobrym    | dobrym    | svěžim        | svěžim    | svěžim  |
| I.        | dobrymi       | dobrymi   | dobrymi   | svěžimi       | svěžimi   | svěžimi |
| L.        | dobryh        | dobryh    | dobryh    | svěžih        | svěžih    | svěžih  |

#### Bijwoorden en trappen van vergelijking
Een bijvoeglijk naamwoord kan worden omgezet in een bijwoord middels de uitgang -o (hard) of -e (zacht): dobro "goed, wel", svěže "vers, fris".
De vergrotende trap wordt in de regel gevormd door middel van de uitgang -ějši (hard) of -ejši (zacht): slabějši "zwakker", sinjejši "blauwer". De overtreffende trap wordt gevormd door het voorvoegsel naj- vóór de vergrotende trap te plaatsen: najslabějši "zwakste". Om van deze vormen een bijwoord te maken, gebruikt men de uitgang -ěje: slaběje "zwakker".
De vergrotende en overtreffende trap kunnen ook worden gevormd met behulp van de bijwoorden bolje of vyše "meer" resp. najbolje en najvyše "meest".

### Voornaamwoorden
De persoonlijke voornaamwoorden zijn: ja "ik", ty "jij", on "hij", ona "zij", ono "het", my "wij", vy "jullie, u", oni/one "zij". Wanneer een persoonlijk voornaamwoord van de derde persoon wordt voorafgegaan door een voorzetsel, dan wordt er n- voor geplaatst.
|            | enkelvoud  | enkelvoud  | enkelvoud  | enkelvoud  | enkelvoud  | meervoud   | meervoud    | meervoud   | meervoud | reflexief |
| 1e persoon | 2e persoon | 3e persoon | 3e persoon | 3e persoon | 1e persoon | 2e persoon | 3e persoon  | 3e persoon |          | reflexief |
| 1e persoon | 2e persoon | m.         | n.         | f.         | 1e persoon | 2e persoon | m. (levend) | overig     |          | reflexief |
| N.         | ja         | ty         | on         | ono        | ona        | my         | vy          | oni        | one      | —         |
| A.         | mene (me)  | tebe (te)  | jego       | jego       | ju         | nas        | vas         | jih        | je       | sebe (se) |
| G.         | mene       | tebe       | jego       | jego       | jej        | nas        | vas         | jih        | jih      | sebe      |
| D.         | mně (mi)   | tobě (ti)  | jemu       | jemu       | jej        | nam        | vam         | jim        | jim      | sobě (si) |
| I.         | mnojų      | toboju     | jim        | jim        | jeju       | nami       | vami        | jimi       | jimi     | soboju    |
| L.         | mně        | tobě       | jim        | jim        | jej        | nas        | vas         | jih        | jih      | sobě      |

Andere voornaamwoorden worden verbogen als bijvoeglijke naamwoorden:
- de bezittelijke voornaamwoorden moj "mijn", tvoj "jouw", naš "ons", vaš "jullie", svoj "mijn/jouw/zijn/haar/ons/jullie/hun eigen", čij "wiens", něčij "iemands", ničij "niemands" etc.
- de aanwijzende voornaamwoorden toj "deze, dit, dat, die", tutoj "deze, dit" en tamtoj "die, dat";
- het betrekkelijk voornaamwoord ktory "die, welke";
- de vragende voornaamwoorden kto "wie", čto "wat", koj "welke";
- de onbepaalde voornaamwoorden někto "iemand", něčto "iets", nikto "niemand", ničto "niets", kto-nebud "wie dan ook", čto-nebud "wat dan ook", enz.

### Telwoorden
De hoofdtelwoorden 1-10 zijn: 1 - jedin/jedna/jedno, 2 - dva/dvě, 3 - tri, 4 - četyri, 5 - pet, 6 - šest, 7 - sedm, 8 - osm, 9 - devet, 10 - deset.
Hogere getallen worden gevormd door middel van -nadset voor de getallen 11-19, -deset voor de tientallen en -sto voor de honderdtallen. Deze laatste wordt soms, maar niet altijd, verbogen: dvasto/tristo/petsto en dvěstě/trista/petsot zijn beide correct.
De verbuiging van de hoofdtelwoorden is te zien in de volgende tabel. De telwoorden 5-99 worden verbogen als zelfstandige naamwoorden van het kost-type.
|    | 1       | 1       | 1       | 2     | 2     | 3     | 4        | 5     |
| m. | n.      | f.      | m./n.   | f.    |       | 3     | 4        | 5     |
| -- | ------- | ------- | ------- | ----- | ----- | ----- | -------- | ----- |
| N. | jedin   | jedno   | jedna   | dva   | dvě   | tri   | četyri   | pet   |
| A. | jedin   | jedno   | jednų   | dva   | dvě   | tri   | četyri   | pet   |
| G. | jednogo | jednogo | jednoj  | dvoh  | dvoh  | trěh  | četyrěh  | peti  |
| D. | jednomu | jednomu | jednoj  | dvom  | dvom  | trěm  | četyrěm  | peti  |
| I. | jednym  | jednym  | jednoju | dvoma | dvoma | trěmi | četyrěmi | petju |
| L. | jednom  | jednom  | jednoj  | dvoh  | dvoh  | trěh  | četyrěh  | peti  |

Rangtelwoorden worden gevormd door de uitgang -y toe te voegen aan het hoofdtelwoord, behalve in het geval van prvy "eerste", vtory "tweede", tretji "derde", četvrty "vierde", stoty/sotny "honderdste", tysečny "duizendste".
Breuken worden, met uitzondering van polovina "half, helft", gevormd door het suffix -ina aan rangtelwoorden toe te voegen: tretjina "(een) derde", četvrtina "kwart", enz.
Behalve hoofd- en rangtelwoorden zijn er ook andere categorieën telwoorden:
- collectieve telwoorden: dvoje, troje, četvero... "duo, duet", enz.
- multiplicatieve telwoorden: jediny, dvojny, trojny, četverny... "enkel, dubbel", enz.
- differentiële telwoorden: dvojaky, trojaky, četveraky... "twee verschillende soorten", enz.

### Werkwoorden

#### Aspect
Zoals alle Slavische talen maakt ook het Interslavisch onderscheid tussen perfectieve en imperfectieve werkwoorden. Een perfectief werkwoord impliceert dat de handeling is of zal worden voltooid en de nadruk ligt op het resultaat van de handeling, niet op het verloop ervan. Een imperfectief werkwoord concentreert zich juist op het verloop en/of de duur van de handeling en wordt ook gebruikt om gewoontes en zich herhalende patronen uit te drukken.
Werkwoorden zonder prefix zijn doorgaans imperfectief. De meeste werkwoorden hebben een perfectief equivalent, dat in het algemeen te herkennen is aan een toegevoegd prefix:

dělati ~ sdělati "doen"

čistiti ~ izčistiti "schoonmaken"

pisati ~ napisati "schrijven"
Omdat aan een werkwoord meerdere prefixen kunnen worden toegevoegd, die daarmee dus ook de betekenis veranderen, zijn er ook "secundaire" imperfectieve vormen nodig, die gebaseerd zijn op een perfectief werkwoord. Deze worden op regelmatige wijze gevormd:
- -ati > -yvati (e.g. zapisati ~ zapisyvati "noteren, registreren", dokazati ~ dokazyvati "bewijzen")
- -iti > -jati, met verlenging van de klinker in de stam (bv. napraviti ~ napravjati "geleiden", pozvoliti ~ pozvaljati "toestaan", oprostiti ~ opraščati "vereenvoudigen")

Enkele aspectparen zijn onregelmatig, bijvoorbeeld nazvati ~ nazyvati "noemen", prijdti ~ prihoditi "komen", podjeti ~ podimati "ondernemen".

#### Stammen
De Slavische talen staan bekend om hun ingewikkelde werkwoordsvervoegingen. In het Interslavisch worden deze volgens vereenvoudigd tot een systeem van twee conjugaties: werkwoorden op -iti enerzijds en de rest anderzijds.
Bovendien heeft ieder werkwoord twee werkwoordsstammen, die in de meeste gevallen eenvoudig van de infinitief kunnen worden afgeleid:
- De eerste wordt gebruikt voor de infinitief, de verleden tijd, de conditionalis, het voltooid deelwoord en het genominaliseerde werkwoord. Deze wordt verkregen door de uitgang -ti van de infinitief te verwijderen: dělati "doen" > děla-, prositi "verzoeken" > prosi-, nesti "dragen" > nes-. In het geval van werkwoorden op -sti kan de stam ook op t of d eindigen, bv. vesti > ved- "leiden", gnesti > gnet- "vermorzelen".
- De tweede wordt gebruikt voor de tegenwoordige tijd, de gebiedende wijs en het tegenwoordig deelwoord. In de meeste gevallen kan deze stam op regelmatige wijze van de eerste worden afgeleid. Er zijn twee conjugaties:
  - de eerste conjugatie omvat nagenoeg alle werkwoorden die niet uitgaan op -iti en tevens alle eenlettergrepige werkwoorden op -iti:
    - werkwoorden op -ati hebben gewoonlijk de stam -aj-: dělati "doen" > dělaj-
    - werkwoorden op -ovati hebben -uj-: kovati "smeden" > kuj-
    - werkwoorden op -nuti hebben -n-: tegnuti "trekken" > tegn-
    - eenlettergrepige werkwoorden (en samenstellingen daarvan) hebben -j-: piti "drinken" > pij-, čuti "voelen" > čuj-
    - wanneer de eerste stam op een medeklinker eindigt, is de twee daaraan gelijk: nesti "dragen" > nes-, vesti "leiden" > ved-

  - de tweede conjugatie omvat alle meerlettergrepige woorden op -iti en de meeste werkwoorden op -ěti: prositi "verzoeken" > pros-i-, viděti "zien" > vid-i-

Er zijn ook gemengde en onregelmatige werkwoorden, waarbij de tweede stam niet rechtstreeks op de eerste gebaseerd is, bijvoorbeeld: pisati "schrijven" > piš-, spati "slapen" > sp-i-, zvati "roepen" > zov-, htěti "willen" > hoč-. In dergelijke gevallen moeten beide stammen afzonderlijk worden geleerd.

#### Vervoeging
Werkwoorden worden vervoegd met behulp van de volgende uitgangen:
- Tegenwoordige tijd: -u, -eš, -e, -emo, -ete, -ut (eerste conjugatie), -ju, -iš, -i, -imo, -ite, -et (tweede conjugatie)
- Verleden tijd – eenvoudig (als in het West- en Oost-Slavisch): m. -l, f. -la, n. -lo, pl. -li + de tegenwoordige tijd van byti "zijn"
- Verleden tijd – complex (als in het Zuid-Slavisch):
  - Onvoltooid verleden tijd: -h, -še, -še, -hmo, -ste, -hu
  - Voltooid tegenwoordige tijd: m. -l, f. -la, n. -lo, pl. -li + de tegenwoordige tijd van byti "zijn"
  - Voltooid verleden tijd: m. -l, f. -la, n. -lo, pl. -li + de onvoltooid verleden tijd van byti
- Conditionalis: m. -l, f. -la, n. -lo, pl. -li + de conditionalis van byti
- Toekomende tijd: de toekomende tijd van byti + de infinitief
- Gebiedende wijs: -Ø, -mo, -te na j of -i, -imo, -ite na een andere medeklinker.

De vormen met -l- in de verleden tijd en de conditionalis zijn in werkelijkheid een deelwoord dat ook wel L-participium wordt genoemd. De overige deelwoorden worden als volgt gevormd:
- Actief tegenwoordig deelwoord: -uči (1e conjugatie), -uči (2e conjugatie)
- Passief tegenwoordig deelwoord: -omy/-emy (1e conjugatie), -imy (2e conjugatie)
- Actief verleden deelwoord: -vši na een klinker of -ši na een medeklinker
- Passief verleden deelwoord: -ny na een klinker, -eny na een medeklinker. Eenlettergrepige werkwoorden (uitgezonderd die op -ati) krijgen -ty. Werkwoorden op -iti krijgen de uitgang -jeny.

Het gesubstantiveerde werkwoord wordt gevormd op basis van het passief verleden deelwoord en heeft de uitgang -nje of -tje in plaats van -ny resp. -ty.

#### Voorbeelden
|            | o.t.t.   | o.v.t.  | v.t.t.                       | v.v.t.                             | conditionalis                | toek. tijd    | geb. wijs |
| ---------- | -------- | ------- | ---------------------------- | ---------------------------------- | ---------------------------- | ------------- | --------- |
| ja         | dělaju   | dělah   | jesm dělal(a)                | běh dělal(a)                       | byh dělal(a)                 | budu dělati   |           |
| ty         | dělaješ  | dělaše  | jesi dělal(a)                | běše dělal(a)                      | bys dělal(a)                 | budeš dělati  | dělaj     |
| on ona ono | dělaje   | dělaše  | je dělal je dělala je dělalo | běše dělal běše dělala běše dělalo | by dělal by dělala by dělalo | bude dělati   |           |
| my         | dělajemo | dělahmo | jesmo dělali                 | běhmo dělali                       | byhmo dělali                 | budemo dělati | dělajmo   |
| vy         | dělajete | dělaste | jeste dělali                 | běste dělali                       | byste dělali                 | budete dělati | dělajte   |
| oni one    | dělajut  | dělahu  | sut dělali                   | běhu dělali                        | by dělali                    | budut dělati  |           |

| infinitief                     | dělati            |
| actief tegenwoordig deelwoord  | dělajuči (-a, -e) |
| passief tegenwoordig deelwoord | dělajemy (-a, -o) |
| actief verleden deelwoord      | dělavši           |
| passief verleden deelwoord     | dělany (-a, -o)   |
| gesubstantiveerd werkwoord     | dělanje           |

|            | o.t.t.  | o.v.t.   | v.t.t.                          | v.v.t.                                | conditionalis                   | toek. tijd     | geb. wijs |
| ---------- | ------- | -------- | ------------------------------- | ------------------------------------- | ------------------------------- | -------------- | --------- |
| ja         | hvalju  | hvalih   | jesm hvalil(a)                  | běh hvalil(a)                         | byh hvalil(a)                   | budu hvaliti   |           |
| ty         | hvališ  | hvališe  | jesi hvalil(a)                  | běše hvalil(a)                        | bys hvalil(a)                   | budeš hvaliti  | hvali     |
| on ona ono | hvali   | hvališe  | je hvalil je hvalila je hvalilo | běše hvalil běše hvalila běše hvalilo | by hvalil by hvalila by hvalilo | bude hvaliti   |           |
| my         | hvalimo | hvalihmo | jesmo hvalili                   | běhmo hvalili                         | byhmo hvalili                   | budemo hvaliti | hvalimo   |
| vy         | hvalite | hvaliste | jeste hvalili                   | běste hvalili                         | byste hvalili                   | budete hvaliti | hvalite   |
| oni        | hvalet  | hvalihu  | sut hvalili                     | běhu hvalili                          | by hvalili                      | budut hvaliti  |           |

| infinitief                     | hvaliti           |
| actief tegenwoordig deelwoord  | hvaleči (-a, -e)  |
| passief tegenwoordig deelwoord | hvalimy (-a, -o)  |
| actief verleden deelwoord      | hvalivši          |
| passief verleden deelwoord     | hvaljeny (-a, -o) |
| gesubstantiveerd werkwoord     | hvaljenje         |

Wanneer de stam van een werkwoord van de tweede conjugatie op s, z, t, d, st of zd eindigt en de uitgang met -j begint, dan vinden de volgende mutaties plaats:
- prositi "verzoeken": pros-ju > prošu, pros-jeny > prošeny
- voziti "vervoeren": voz-ju > vožu, voz-jeny > voženy
- tratiti "verliezen": trat-ju > traču, trat-jeny > tračeny
- slěditi "volgen": slěd-ju > slědžu, slěd-jeny > slědženy
- čistiti "schoonmaken": čist-ju > čišču, čist-jeny > čiščeny
- jezditi "gaan, rijden": jezd-ju > ježdžu, jezd-jeny > ježdženy

#### Varianten
In de vervoeging van werkwoorden komt veel variatie voor. Regelmatig gebruikt worden de volgende varianten:
- In de eerste conjugatie wordt -aje- gereduceerd tot -a-: ty dělaš, on děla etc.
- In plaats van -(j)u in de eerste persoon enkelvoud wordt -(e)m gebruikt: ja dělam, ja hvalim, ja nesem.
- In plaats van de vervoegde vormen van byti in de conditionalis (byh, bys...) wordt soms by als partikel gebruikt: ja by pisal(a), ty by pisal(a) etc.
- In het gesubstantiveerde werkwoord kan in plaats van -je ook -ije worden gebruikt: dělanije, hvaljenije.

#### Onregelmatige werkwoorden
Enkele werkwoorden worden onregelmatig vervoegd:
- byti "zijn": o.t.t. jesm, jesi, jest, jesmo, jeste, sut; o.v.t. běh, běše...; toek.t. budu, budeš...
- dati "geven", jesti "eten" en věděti "weten" hebben in de tegenwoordige tijd: dam, daš, da, damo, date, dadut; jem, ješ...; věm, věš...
- idti "gaan, lopen" heeft een onregelmatig L-participium: šel, šla, šlo, šli.

### Syntaxis
Aangezien het Interslavisch een flecterende taal is, zijn er geen strenge regels voor wat betreft de woordvolgorde binnen een zin. De meeste neutrale volgorde binnen een stellende zin is subject-werkwoord-object, maar nagenoeg elke andere volgorde is ook mogelijk, waarbij de belangrijkste informatie van de zin doorgaans aan het begin staat. Wel is het van belang dat onderdelen van de verschillende zinsdelen niet door elkaar worden gehaald.
Binnen die zinsdelen is de gebruikelijke volgorde dat bepalende woorden direct voorafgaan aan de woorden waarop deze betrekking hebben. Bijvoorbeeld:
| Veliky                                                              | zajec | bystro | běži | okolo | nas | do   | mnogo | temnogo | lěsa |
| Grote                                                               | haas  | snel   | rent | langs | ons | naar | zeer  | donker  | bos  |
| "De grote haas rent snel langs ons heen naar het zeer donkere bos." |       |        |      |       |     |      |       |         |      |

Vraagzinnen kunnen op drie manieren worden gevormd:
1. In het geval van ja/nee-vragen door middel van intonatie: Otec kupil knigu. "Vader heeft een boek gekocht." Otec kupil knigu? "Heeft vader een boek gekocht?"
2. In het geval van ja/nee-vragen door middel van het partikel li, waarbij het werkwoord meestal aan het begin van de zin komt te staan: Kupil li otec knigu? "Heeft vader een boek gekocht?"
3. Wordt een vraag ingeleid door een vraagwoord, dan staat dit meestal aan het begin van de zin: Kto kupil tu knigu? "Wie heeft dat boek gekocht?" Kde jesi kupil tu knigu? "Waar heb je dat boek gekocht?"[110]

Een zin wordt ontkennend gemaakt door het woord ne "niet" direct voor het werkwoord te plaatsen: Otec ne kupil tu knigu. "Vader heeft dat boek niet gekocht." Evenals de andere Slavische talen kent het Interslavisch ook dubbele en zelfs driedubbele ontkenningen:
| Ja                                                       | nikogda | ne   | uviděl jesm | tu   | nijednogo   | psa  |
| Ik                                                       | nooit   | niet | gezien heb  | hier | geen enkele | hond |
| "Ik heb hier nog nooit ook maar één enkele hond gezien." |         |      |             |      |             |      |

## Woordenschat

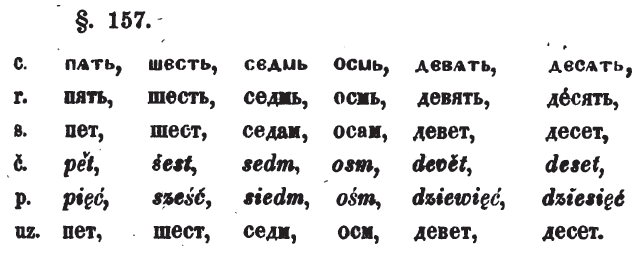
Fragment uit Uzajemni Pravopis Slavjanski van Matija Majar-Ziljski. Majar-Ziljski creëerde zijn vormen door de vijf belangrijkste Slavische talen van die tijd met elkaar te vergelijken.

Wellicht het grootste onderscheid tussen het moderne Interslavisch en de historische projecten is dat laatstgenoemde nagenoeg uitsluitend gericht waren op de grammatica en niet of nauwelijks over woordenlijsten beschikten. De huidige Interslavische woordenschat is voornamelijk gebaseerd op de in 2006 begonnen woordenlijst van het Slovianski, al is naderhand ook een deel van de research van vroegere auteurs en projecten toegevoegd. In 2018 omvat het woordenboek 17.000 woorden.
De woordenlijst is samengesteld aan de hand van factoren die een rol spelen bij receptieve meertaligheid, in het bijzonder internationaal vocabulaire, woorden die uit de gemeenschappelijke oertaal stammen (in dit geval het Oerslavisch) en het herkennen van de verschillen tussen verwante elementen in klank, uitspraak en spelling. Aldus komen de woorden van het Interslavisch tot stand op basis van vergelijking van woorden in de moderne Slavische talen, die daartoe worden onderverdeeld in zes groepen:
- Russisch
- Oekraïens en Wit-Russisch
- Pools
- Tsjechisch en Slowaaks
- Sloveens en Servo-Kroatisch
- Bulgaars en Macedonisch

Deze groepen worden gelijk behandeld. De woordenschat van het Interslavisch is zodanig samengesteld dat woorden voor de sprekers van een zo groot mogelijk aantal van deze groepen te begrijpen zijn. In welke vorm een woord in het Interslavisch terechtkomt, hangt niet alleen af van de frequentie waarin het in de moderne Slavische talen voorkomt, maar ook van de oorspronkelijke vorm in het Oerslavisch: om de coherentie te waarborgen, wordt een systeem van regelmatige derivatie toegepast.
Hieronder volgen enkele woorden in het Interslavisch vergeleken met andere Slavische talen:
| Nederlands      | mens     | hond        | huis      | boek   | nacht | brief         | groot   | nieuw | tien     | tussen      |
| --------------- | -------- | ----------- | --------- | ------ | ----- | ------------- | ------- | ----- | -------- | ----------- |
| Interslavisch   | člověk   | pes         | dom       | kniga  | noč   | pismo         | veliky  | novy  | deset    | medžu       |
| Oudkerkslavisch | чловѣкъ  | пьсъ        | домъ      | кън҄ига | нощь  | письмо, лістъ | вєликъ  | новъ  | дєсѧть   | мєждѹ       |
| Russisch        | человек  | пёс, собака | дом       | книга  | ночь  | письмо        | великий | новый | десять   | меж, между  |
| Oekraïens       | чоловік  | пес, собака | дім       | книга  | ніч   | письмо        | великий | новий | десять   | між         |
| Wit-Russisch    | чалавек  | пёс, сабака | дом       | кніга  | ноч   | пісьмо, ліст  | вялікі  | новы  | дзесяць  | паміж       |
| Pools           | człowiek | pies        | dom       | księga | noc   | pismo, list   | wielki  | nowy  | dziesięć | między      |
| Tsjechisch      | člověk   | pes         | dům       | kniha  | noc   | dopis         | velký   | nový  | deset    | mezi        |
| Slowaaks        | človek   | pes         | dom       | kniha  | noc   | list          | veľký   | nový  | desať    | medzi       |
| Oppersorbisch   | čłowjek  | pos, psyk   | dom       | kniha  | nóc   | list          | wulki   | nowy  | dźesać   | mjezy, mjez |
| Sloveens        | človek   | pes         | dom, hiša | knjiga | noč   | pismo         | velik   | nov   | deset    | med         |
| Kroatisch       | čovjek   | pas         | dom, kuća | knjiga | noć   | pismo         | velik   | nov   | deset    | među        |
| Servisch        | човек    | пас         | дом, кућа | књига  | ноћ   | писмо         | велик   | нов   | десет    | међу        |
| Macedonisch     | човек    | пес, куче   | дом, куќа | книга  | ноќ   | писмо         | голем   | нов   | десет    | меѓу        |
| Bulgaars        | човек    | пес, куче   | дом, къща | книга  | нощ   | писмо         | голям   | нов   | десет    | между       |

## Tekstvoorbeelden
Slovianski (2008):
Ja ljubim vsih ljudov na celom svete, specialno tih učenih ljudov, ktore verijut v medžunarodni jazik kak jedno iz najviše važnih sredstv dlja sojedinjenja narodov.
Я любим всих людов на целом свете, специално тих учених людов, кторе вериют в меджународни язик как едно из найвише важних средств для соединьеня народов.
Interslavisch (2017):
Ja ljubju vsih ljudij na cělom světu, osoblivo tyh učenyh ljudij, ktori věret v medžunarodny jezyk kako jedno iz najvažnějših srědstv dlja sjedinjenja narodov.
Ја льубју всих льудиј на целом свету, особливо тых ученых льудиј, ктори верет в меджународны језык како једно из најважнејших средств дльа сјединьенја народов.
Vertaling:
Ik hou van alle mensen, in het bijzonder de opgeleide mensen die vertrouwen in een internationale taal als het belangrijkste middel voor de vereniging van de volkeren.

### Het Onze Vader
| Interslavisch | Interslavisch | Oudkerkslavisch |
| Latijns alfabet | Cyrillisch | Oudkerkslavisch |
| --- | --- | --- |
| Otče naš, ktory jesi v nebesah, nehaj sveti se ime Tvoje. Nehaj prijde kraljevstvo Tvoje, nehaj bude volja Tvoja, kako v nebu tako i na zemji. Hlěb naš vsakodenny daj nam dnes, i odpusti nam naše grěhy, tako kako my odpuščajemo našim grěšnikam. I ne vvedi nas v pokušenje, ale izbavi nas od zlogo. Ibo Tvoje jest kraljevstvo i moč i slava, na věky věkov. Amin. | Отче наш, кторы јеси в небесах, нехај свети се име Твоје. Нехај пријде краљевство Твоје, нехај буде воља Твоја, како в небу тако и на земји. Хлєб наш всакоденны дај нам днес, и одпусти нам наше грєхы, тако како мы одпушчајемо нашим грєшникам. И не введи нас в покушенје, але избави нас од злого. Ибо Твоје јест краљевство и моч и слава, на вєкы вєков. Амин. | Otĭče našĭ, iže jesi na nebesĭchŭ, da svętitŭ sę imę tvoje, da priidetŭ cěsarĭstvije tvoje, da bǫdetŭ volja tvoja, jako na nebesi i na zemlji; chlěbŭ našĭ nastojęštajego dĭne daždĭ namŭ dĭnĭ sĭ, i otŭpusti namŭ dlŭgy našę, jako i my otŭpuštajemŭ dlŭžĭnikomŭ našimŭ. i ne vŭvedi nasŭ vŭ napastĭ nŭ izbavi ny otŭ neprijazni. |